# Ambo (Perú)
Ambo (del quechua Ampuq) és un poble de la serra nord del Perú, capital de la província d'Ambo (Departament de Huánuco), situada a 2064 msnm en el vessant oriental de la Serralada dels Andes, en la conca alta del riu Huallaga.
Va ser lloc de naixement de monsenyor Ricardo Durand Flórez, tercer bisbe del Callao.

## Toponímia
El nom provindria de la veu quechua anpuy, que significa ajudar-se recíprocament un a un altre. Anpuy > anpu > ambo